# Harry Kim
Harry S. L. Kim je fiktivní postava v televizním sci-fi seriálu Star Trek: Vesmírná loď Voyager.
Harry Kim je důstojník Hvězdné flotily, který sloužil jako operační důstojník na hvězdné lodi USS Voyager pod velením kapitána Janewayové během sedmileté cesty z Delta kvadrantu.